# ラファエル・イグレシアス
ラファエル・イグレシアス(Argentino Rafael Iglesias、1924年5月25日-1999年1月1日)はアルゼンチンのボクシング選手であり、1948年のロンドンオリンピックに出場した。

## アマチュアでのキャリア

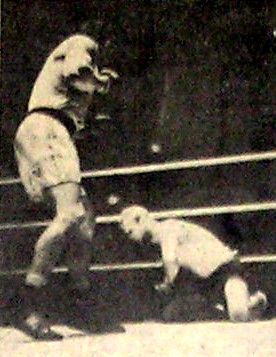
1948年ロンドン五輪ヘビー級の決勝でグンナー・ニルソンをノックダウンするイグレシアス

1948年のロンドンオリンピックでは、決勝でスウェーデンのグンナー・ニルソンを破ってヘビー級の金メダルを獲得した。

## プロ
1952年にアメリカ・ロサンゼルスでBob Dunlap相手にプロデビューしたが、3回KO負けを喫した。